# Pectinaster
Pectinaster is een geslacht van zeesterren uit de familie Benthopectinidae.

## Soorten
- Pectinaster agassizii Ludwig, 1905
- Pectinaster filholi Perrier, 1885
- Pectinaster mimicus (Sladen, 1889)